# Česnauskis
Česnauskis ist ein litauischer männlicher Familienname, abgeleitet von Čėsna.

## Herkunft
Der Familienname ist slawischer  Herkunft. Russisch  честный bedeutet 'ehrlich'.

## Weibliche Formen
- Česnauskytė (ledig)
- Česnauskienė (verheiratet)

## Namensträger
- Deividas Česnauskis (* 1981),  Fußballspieler
- Edgaras Česnauskis (* 1984),  Fußballspieler